# Blackburn (Victoria)
Blackburn is een voorstad van Melbourne in de Australische deelstaat Victoria. Bij de telling van 2016 had Blackburn 12.796 inwoners.